# 1990年體育
1990年重要國際體育賽事包括：
- 第十四屆世界盃足球賽；6月8日至7月8日於意大利舉行

## 體育大事

### 4月至6月
- 6月29日——西德以一比零擊敗阿根廷第三次奪得世界盃足球賽冠軍。